# Conchylia pactolaria
Conchylia pactolaria là một loài bướm đêm trong họ Geometridae.